# Jewgeni Igorewitsch Gratschow
Jewgeni Igorewitsch Gratschow (russisch Евгений Игоревич Грачёв; englische Transkription: Evgeny Igorevich Grachyov; * 21. Februar 1990 in Chabarowsk, Russische SFSR) ist ein russischer Eishockeyspieler, der seit Mai 2023 erneut bei Amur Chabarowsk aus der Kontinentalen Hockey-Liga (KHL) unter Vertrag steht und dort auf der Position des Centers spielt. Zuvor absolvierte Gratschow unter anderem 34 Spiele für die New York Rangers und St. Louis Blues in der National Hockey League (NHL).

## Karriere
Jewgeni Gratschow begann seine Karriere als Eishockeyspieler im Nachwuchsbereich von Lokomotive Jaroslawl, für dessen Profimannschaft er in der Saison 2007/08 sein Debüt in der russischen Superliga gab. Dies blieb jedoch sein einziger Einsatz für Jaroslawl, da er ansonsten für dessen zweite Mannschaft in der drittklassigen Perwaja Liga auflief. Im NHL Entry Draft 2008 wurde der Angreifer in der dritten Runde als insgesamt 75. Spieler von den New York Rangers ausgewählt.
Zunächst verbrachte er jedoch eine Spielzeit beim Brampton Battalion, das ihn beim CHL Import Draft desselben Jahres an Gesamtposition 40 gezogen hatte, in der kanadischen Juniorenliga Ontario Hockey League, ehe er zur Saison 2009/10 in den Kader von New Yorks Farmteam, dem Hartford Wolf Pack aus der American Hockey League, eingeteilt wurde. Dieses benannte sich Ende November 2010 in Connecticut Whale um. Am 25. Juni 2011 gaben ihn die Rangers im Austausch für ein Drittrunden-Wahlrecht im NHL Entry Draft 2011 an die St. Louis Blues ab. Für die Blues kam er in der Folge in 26 NHL-Partien zum Einsatz und spielte ansonsten in der AHL für die Peoria Rivermen.
2013 kehrte er nach Russland zurück und wurde vom neu gegründeten KHL-Teilnehmer Admiral Wladiwostok verpflichtet. Im Mai 2014 wechselte er gegen eine finanzielle Entschädigung zu seinem Heimatverein zurück. Zwischen 2016 und 2018 stand er bei Torpedo Nischni Nowgorod unter Vertrag, anschließend wechselte er im September 2018 zu Awtomobilist Jekaterinburg. Im Mai 2019 lief sein Vertrag in Jekaterinburg aus und Gratschow wurde vom HK Awangard Omsk verpflichtet. Sein dortiges Engagement endete im Sommer 2020, ehe er im September desselben Jahres einen Vertrag bei Dinamo Riga erhielt. Zur Spielzeit 2021/22 wechselte der Russe zu Admiral Wladiwostok. Nach zwei Spielzeiten zog es ihn im Mai 2023 mit Amur Chabarowsk zu einem weiteren seiner Ex-Vereine.

### International
Mit dem russischen Nachwuchs spielte Gratschow erstmals beim Europäischen Olympischen Winter-Jugendfestival 2007. Für Russland nahm er an der U18-Junioren-Weltmeisterschaft 2008 sowie der U20-Junioren-Weltmeisterschaft 2009 teil.

## Erfolge und Auszeichnungen
- 2009 Emms Family Award
- 2009 OHL First All-Rookie Team
- 2009 OHL Third All-Star Team
- 2009 CHL All-Rookie Team

### International
- 2008 Silbermedaille bei der U18-Junioren-Weltmeisterschaft
- 2009 Bronzemedaille bei der U20-Junioren-Weltmeisterschaft

## Karrierestatistik
Stand: Ende der Saison 2023/24

### International
Vertrat Russland bei:
- Ivan Hlinka Memorial Tournament 2007
- World Junior A Challenge 2007
- U18-Junioren-Weltmeisterschaft 2008
- U20-Junioren-Weltmeisterschaft 2009

(Legende zur Spielerstatistik: Sp oder GP = absolvierte Spiele; T oder G = erzielte Tore; V oder A = erzielte Assists; Pkt oder Pts = erzielte Scorerpunkte; SM oder PIM = erhaltene Strafminuten; +/− = Plus/Minus-Bilanz; PP = erzielte Überzahltore; SH = erzielte Unterzahltore; GW = erzielte Siegtore; 1 Play-downs/Relegation; Kursiv: Statistik nicht vollständig)